# 簡孟軒
簡孟軒（1985年9月1日—），中華民國第九屆立法委員臺中市第五選舉區立法委員候選人，街舞藝術家。出生於中華民國臺北市，輔仁大學哲學系畢業，現居台中市。
2010年創立典躍舞團，現任團長。信心希望聯盟提名中華民國第九屆立法委員臺中市第五選舉區（北區、北屯區）立法委員候選人。落選後擔任信望盟青年發展工作會主任委員、下一代幸福聯盟青年代表。

## 參與政治

### 組黨與參選立委
2015年9月6日，與陳志宏、曾獻瑩等人發起具基督教背景之政黨「信心希望聯盟」，代表該黨投入2016年中華民國立法委員選舉。競選時自許為青年夢想實踐家，主打突破青年族群之困境，政見以青年未來、教育理念、生態環境與社會關懷領域訴求為主軸，提出動物演員保護法、放生法等創新動保政見。並以街舞拜票、生存遊戲等新興運動吸引年輕族群。在臺中市第五選區取得14,502票，得票率6.89%落選，為信心希望聯盟得票最高之區域候選人。在其聲勢拉抬下，信心希望聯盟於北區、北屯區政黨票排名第六，勝過綠黨社會民主黨聯盟與台灣團結聯盟。

### 2016年中華民國立法委員選舉投票結果
| 2016年臺中市第五選舉區立法委員選舉結果 | 2016年臺中市第五選舉區立法委員選舉結果 | 2016年臺中市第五選舉區立法委員選舉結果 | 2016年臺中市第五選舉區立法委員選舉結果 | 2016年臺中市第五選舉區立法委員選舉結果 | 2016年臺中市第五選舉區立法委員選舉結果 | 2016年臺中市第五選舉區立法委員選舉結果 |
| -------------------------------------- | -------------------------------------- | -------------------------------------- | -------------------------------------- | -------------------------------------- | -------------------------------------- | -------------------------------------- |
| 號次                                   | 候選人                                 | 政黨                                   | 得票數                                 | 得票率                                 | 當選標記                               |                                        |
| 1                                      | 簡孟軒                                 | FH 信心希望聯盟                        | 14,502                                 | 6.89%                                  |                                        |                                        |
| 2                                      | 苗豐隆                                 | 無黨籍                                 | 3,436                                  | 1.63%                                  |                                        |                                        |
| 3                                      | 盧秀燕                                 | 中國國民黨                             | 108,446                                | 51.52%                                 |                                        |                                        |
| 4                                      | 劉國隆                                 | 台灣團結聯盟                           | 84,117                                 | 39.96%                                 |                                        |                                        |
| 選舉人數                               | 選舉人數                               | 選舉人數                               | 321,452                                | 321,452                                | 321,452                                |                                        |
| 投票數                                 | 投票數                                 | 投票數                                 | 214,936                                | 214,936                                | 214,936                                |                                        |
| 有效票                                 | 有效票                                 | 有效票                                 | 210,501                                | 210,501                                | 210,501                                |                                        |
| 無效票                                 | 無效票                                 | 無效票                                 | 4,435                                  | 4,435                                  | 4,435                                  |                                        |
| 投票率                                 | 投票率                                 | 投票率                                 | 66.86%                                 | 66.86%                                 | 66.86%                                 |                                        |

### 2018年北屯區市議員選舉
挾前次選舉在北屯區得票超過14000票，2018年底北屯區市議員選舉，簡孟軒再次接受信望盟政黨提名參選，以5,083票落選。

#### 臺中市第八選舉區（北屯區）
- 應選出名額：6席 ，含婦女保障名額：1席
- 選舉人數：216,524
- 投票數（投票率）：139,847（64.59%）
- 有效票（比率）：135,413（96.83%），無效票（比率）：4,434（3.17%）

| 號次 | 候選人 | 性別 | 政黨            | 得票數 | 得票率 | 當選標記 |
| ---- | ------ | ---- | --------------- | ------ | ------ | -------- |
| 1    | 簡孟軒 | 男   | FH 信心希望聯盟 | 5,083  | 3.75%  |          |
| 2    | 蕭小芳 | 女   | 無黨籍          | 605    | 0.45%  |          |
| 3    | 沈佑蓮 | 女   | 中國國民黨      | 27,795 | 20.53% |          |
| 4    | 姜賢晟 | 男   | 無黨籍          | 496    | 0.37%  |          |
| 5    | 苗豐隆 | 男   | 無黨籍          | 64     | 0.05%  |          |
| 6    | 曾朝榮 | 男   | 民主進步黨      | 18,453 | 13.63% |          |
| 7    | 蔡雅玲 | 女   | 民主進步黨      | 9,761  | 7.21%  |          |
| 8    | 賴順仁 | 男   | 中國國民黨      | 13,165 | 9.72%  |          |
| 9    | 楊欣怡 | 女   | 無黨籍          | 5,659  | 4.18%  |          |
| 10   | 陳錡湋 | 男   | 無黨籍          | 180    | 0.13%  |          |
| 11   | 許皓甯 | 男   | 時代力量        | 5,332  | 3.94%  |          |
| 12   | 陳成添 | 男   | 中國國民黨      | 19,162 | 14.15% |          |
| 13   | 謝明源 | 男   | 民主進步黨      | 11,450 | 8.46%  |          |
| 14   | 許維智 | 男   | 無黨籍          | 3,000  | 2.22%  |          |
| 15   | 黃健豪 | 男   | 中國國民黨      | 11,915 | 8.80%  |          |
| 16   | 邱珊   | 女   | 親民黨          | 3,293  | 2.43%  |          |

## 反同婚修法運動
落選後，簡孟軒擔任信望盟青年發展工作會主委、幸福生命教育發展協會祕書長、下一代幸福聯盟青年代表、中區發言人等職，持續推動反同性婚姻修法之運動。
- 2016年10月29日，投書媒體，表示反對修民法，支持德式伴侶專法立場。[9]
- 2016年11月13日，簡孟軒在凱達格蘭參與由下一帶幸福聯盟主辦的「婚姻家庭 全民決定：前哨戰」陳抗活動[10]。
- 2016年11月17日，簡孟軒與幸福盟，在立法院司法法制委員會審查「婚姻平權法案」時，發動「圍院救家行動」陳抗活動[11][12]。
- 2016年12月3日，響應「123全民站出來、守護婚姻、家庭價值及兒童權益」，簡孟軒作為幸福盟行動大使與信望盟中部主席王秉森、國民黨台中市黨部主委蔡錦隆與市議員楊正中、蘇柏興、沈佑蓮與黃馨慧，民進黨立委黃國書夫人參與位於台中水利會的遊行[13]。
- 2016年12月6日，簡孟軒率領群眾赴台中市議會向台中市長林佳龍抗議，反對台中市政府升彩虹旗與在市府公開窗口掛彩虹旗，並高喊「罷免市長」與同志團體隔空對嗆[14][15]。
- 2016年12月22日，簡孟軒做為下一代幸福聯盟青年代表與曾獻瑩、葉光洲和來自嘉義選區的3個選民代表舉行「停止審查˙交付公投」記者會[16]。
- 2016年12月26日，立法院會再次審查同性婚姻，支持與反對方皆動員在場外聚集[17]。司法法制委員初審通過後，反對方企圖闖入院內，與警方爆發衝突，後轉往凱達格蘭大道總統府前陳情抗議，簡孟軒在現場受訪表示，要罷免支持婚姻平權的立委[18]。對於警方使用束帶羈押反同婚群眾，隔日尤美女受訪時，亦表示「如今民進黨執政了，依然發生警方用束帶羈押，應該要給個合理的交代與解釋。」[19]
- 2017年2月4日，在臉書專頁上提出同婚專法《婚姻平權家庭保障法草案》期待拋磚引玉讓大家討論各方觀點，因使用婚婚、姻姻這樣的特殊字彙遭到輿論批評。[20][21]
- 2017年2月11日，繼《婚姻平權家庭保障法草案》後，再次於臉書貼出《民法修正草案》，表示「歡迎大家好好檢視看看，這個民法版本，跟尤美女委員版、審查會版，何者更符合對平等的想像？」，希望大家能放下主觀立場，「回到法律的角度，就事論事、就法論法。」[22]
- 2017年5月24日，大法官做出釋字748號解釋，簡孟軒在下一代幸福聯盟記者會中表示：「恭喜蔡政府，又讓這個法案拖過一個會期。」諷刺政府對於造成社會對立的擺爛態度。[23]
- 2017年12月15日，黃國昌罷免案投票前，其妻在個人臉書貼出《為何支持罷昌？因我跪過時力辦公室》文章，表達支持罷昌引起媒體關注，受邀參與選前之夜。[24]遭網友起底為簡孟軒之妻，對此事他表示從來沒有想要隱瞞身份，「我們的資訊都是公開的。大家也可以輕易的知道我們是誰」。[25]
- 2018年1月12日，紀錄片《酷兒台灣》第一集以婚姻平權為主題，訪談了婚姻平權運動中正反兩方，簡孟軒接受訪談中，再次表達需要溝通對話的立場。[26]
- 2018年4月21日，在苗博雅為首的「平權前夕．彩虹起義」提出反制反同婚的三案「同性婚姻」、「同志教育」、「神聖婚姻法」公投後隔天，簡孟軒在專頁貼出《神聖婚姻法草案》，並稱「從這件事也可以看的出同性婚姻議題的雙方，對另一方的了解有多麼的缺乏。」，「在這個議題上，雙方真的需要心平氣和，屏除偏見的坐下來，彼此認識溝通。了解對方情感上，以及實質上的需要」。[27] 該《神聖婚姻法》引發對第三案公投正反兩面之論戰，[28][29]苗博雅最終表示，「神聖婚姻專法」案僅為測試中選會立場，不管通過與否，都不會去領表連署。[30]

## 其他活動
除同性婚姻議題外，做為典躍舞團團長，簡孟軒主要關注於青年發展議題、表演藝術與公益活動。與同樣曾為信望盟候選人的吳俊德成立「水罐子職學孵化中心」，協助青少年圓夢。 並且持續推動街舞進入劇場，讓更多人接觸新興藝術。

## 外部連結
- 簡孟軒 Facebook （页面存档备份，存于）
- 典躍舞團官方網站